# Torshi

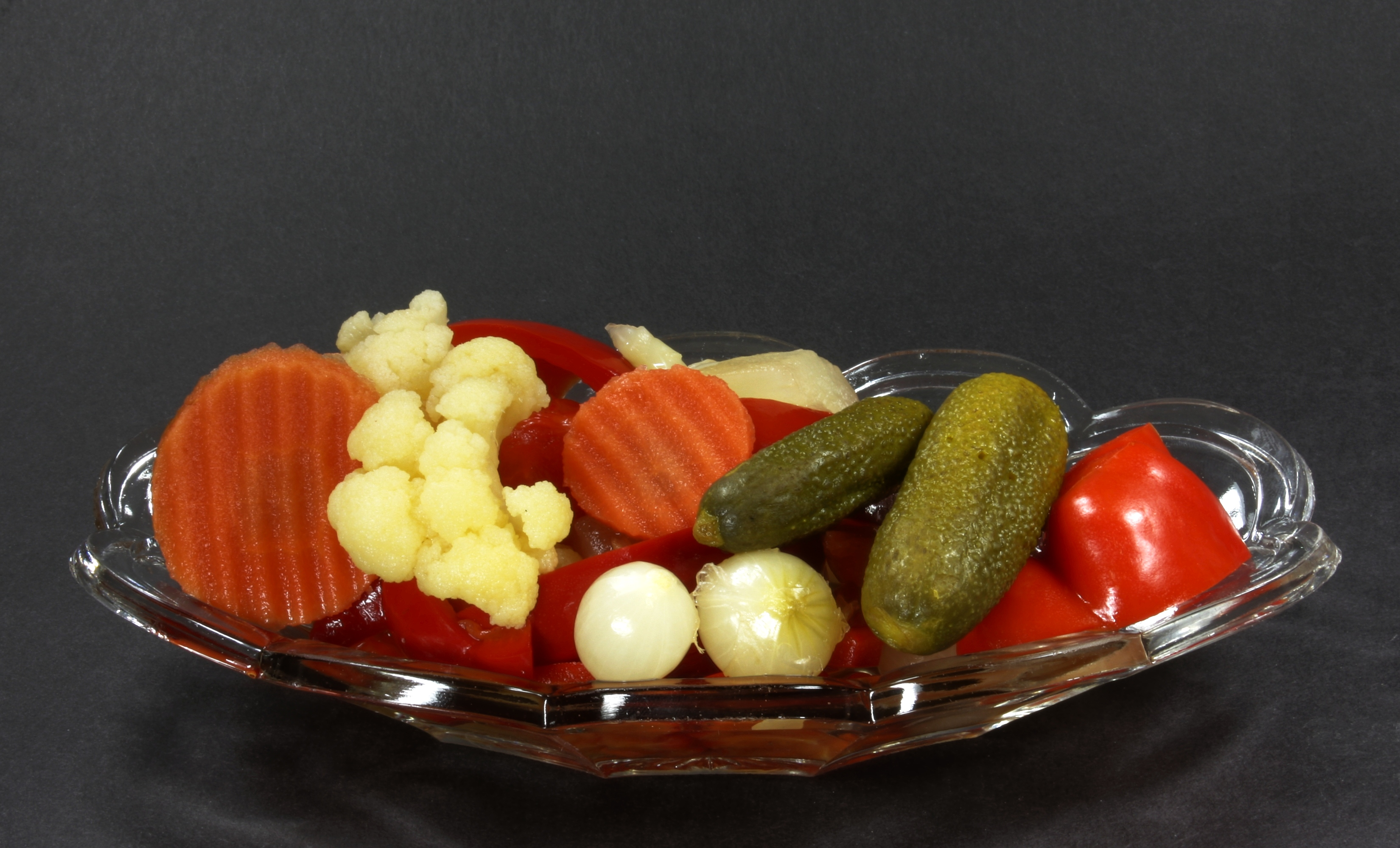
Muraturi Mixte

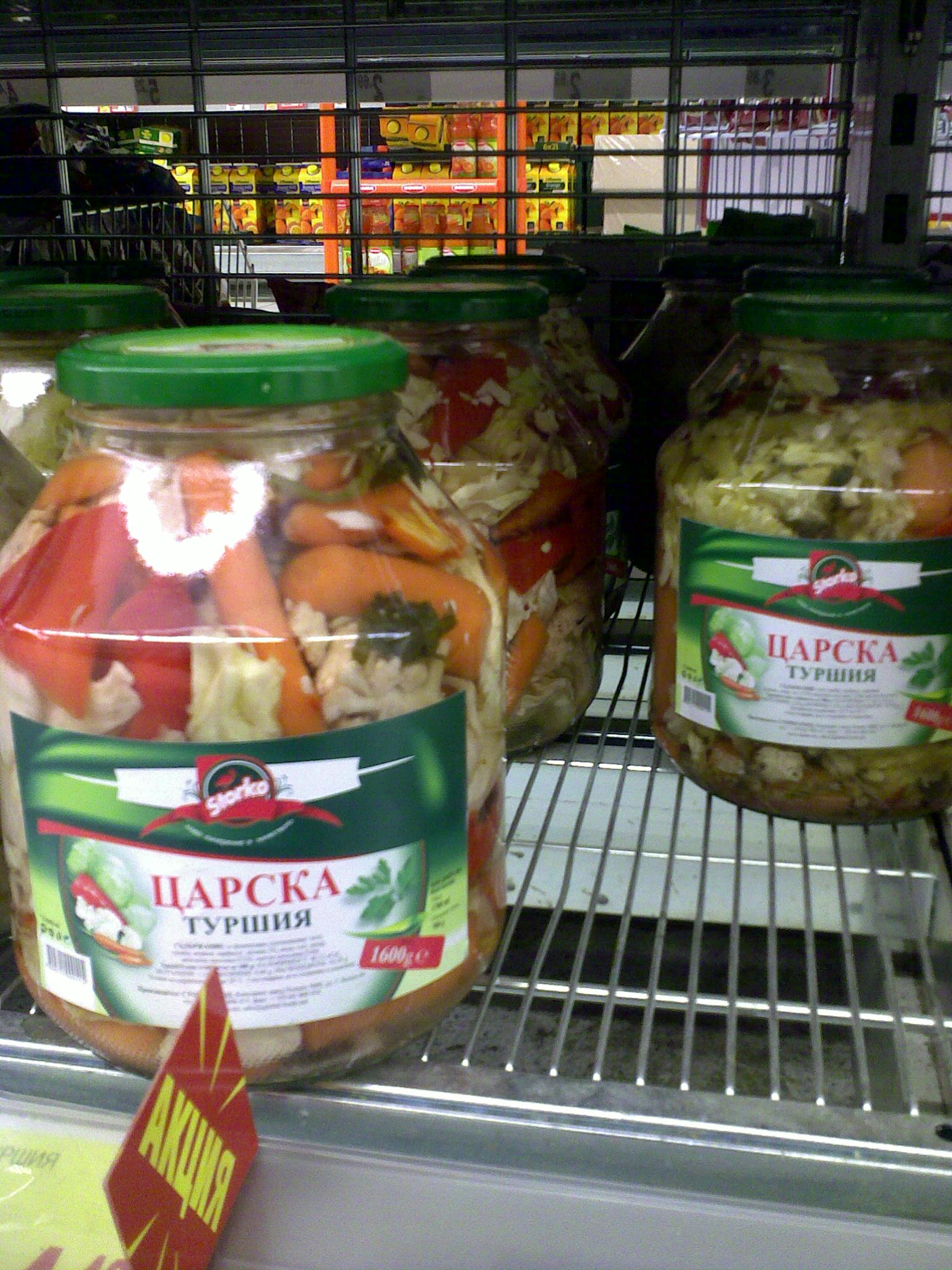
Torshi în supermarket bulgar

Torshi, cunoscut din persană ترشی, transliterat: Torshiترشی de la Torsh în rom. murătură, Turshu, Turshiya, Turschija, sau Turșu (chrilică туршия, greaca modernă τουρσί), sunt legume murate în oțet-sare-saramură, de origine din Persia; de multe ori cu usturoi, care astăzi este răspândit în Europa de Sud-est, Asia mică, în Caucaz și în Orientul Mijlociu . 
Ingredientele tipice sunt varza, conopida, fasole verde, morcovi, vinete, ardei, ardei iute, verde, roșii, napi, castraveți și dovleac. Exista un aperitiv tradițional și anume Meze. La început, aceste legume erau consumate în timpul iernii, pentru a substitui legumele proaspete, astăzi sunt oferite pe tot parcursul anului.
În Turcia,  în același mod, este preparat Hamsiturșu (de la Hamsi) cu hering prăjit.